# Кубок Аргентини з футболу 2018
Кубок Аргентини з футболу 2018 — 9-й розіграш кубкового футбольного турніру у Аргентині. Титул володаря кубка вперше здобув Росаріо Сентраль.

## Календар
| Раунд                        | Дата                        | Матчі | Клуби    |
| ---------------------------- | --------------------------- | ----- | -------- |
| Перший кваліфікаційний раунд | 19 січня - 17 березня 2018  | 48    | 100 → 76 |
| Другий кваліфікаційний раунд | 27 січня - 31 березня 2018  | 24    | 76 → 64  |
| 1/32 фіналу                  | 9 травня - 3 серпня 2018    | 32    | 64 → 32  |
| 1/16 фіналу                  | 29 липня - 11 вересня 2018  | 16    | 32 → 16  |
| 1/8 фіналу                   | 8 вересня - 4 жовтня 2018   | 8     | 16 → 8   |
| 1/4 фіналу                   | 7 жовтня - 1 листопада 2018 | 4     | 8 → 4    |
| 1/2 фіналу                   | 18-29 листопада 2018        | 2     | 4 → 2    |
| Фінал                        | 7 грудня 2018               | 1     | 2 → 1    |

## 1/32 фіналу
| Команда 1                     | Рахунок      | Команда 2                                    |
| ----------------------------- | ------------ | -------------------------------------------- |
| 9 травня 2018                 |              |                                              |
| Архентінос Хуніорс            | 2:1          | Індепендьєнте (Чівілкоу) (4)                 |
| 15 травня 2018                |              |                                              |
| Чакаріта Хуніорс              | 0:3          | Депортіво (Майпу) (3)                        |
| 17 травня 2018                |              |                                              |
| Расінг (Авельянеда)           | 0:1          | Сармієнто (Ресістенсія) (3)                  |
| Уніон (Санта-Фе)              | 2:0          | Хувентуд Уніда (2)                           |
| 18 травня 2018                |              |                                              |
| Ньюеллс Олд Бойз              | 2:0          | Депортіво (Рінкон) (4)                       |
| Дефенса і Хустісія            | 1:0          | Атлетіко Мітре (Сантьяго-дель-Естеро) (2)    |
| 20 травня 2018                |              |                                              |
| Бельграно                     | 0:1          | Платенсе (3)                                 |
| 26 травня 2018                |              |                                              |
| Арсенал                       | 0:0 пен. 2:3 | Чіполлетті (3)                               |
| 16 липня 2018                 |              |                                              |
| Агропесуаріо Аргентіно (2)    | 0:1          | Лухан (4)                                    |
| 17 липня 2018                 |              |                                              |
| Сан-Лоренсо де Альмагро       | 1:0          | Расінг (Кордова) (4)                         |
| Велес Сарсфілд                | 1:1 пен. 3:4 | Сентраль Кордова де Сантьяго-дель-Естеро (3) |
| 18 липня 2018                 |              |                                              |
| Вілья Далміне (2)             | 0:0 пен. 4:3 | УАІ Уркіца (3)                               |
| 19 липня 2018                 |              |                                              |
| Банфілд                       | 1:1 пен. 2:3 | Женерал Ламадрид (5)                         |
| 20 липня 2018                 |              |                                              |
| Тігре                         | 1:0          | Гільєрмо Браун (2)                           |
| Олімпо                        | 1:1 пен. 4:3 | Альдосіві (2)                                |
| 21 липня 2018                 |              |                                              |
| Індепендьєнте (Авельянеда)    | 8:0          | Сентраль Баллестер (5)                       |
| Сан-Мартін (Сан-Хуан)         | 0:0 пен. 4:5 | Браун (2)                                    |
| Хімнасія і Есгріма (Ла-Плата) | 1:0          | Спортіво Бельграно (3)                       |
| 22 липня 2018                 |              |                                              |
| Колон                         | 1:1 пен. 4:3 | Депортиво Морон (2)                          |
| Атлетіко Тукуман              | 1:0          | Трістан Суарес (3)                           |
| 23 липня 2018                 |              |                                              |
| Рівер Плейт                   | 7:0          | Сентраль Норте (4)                           |
| 24 липня 2018                 |              |                                              |
| Годой-Крус                    | 1:1 пен. 2:4 | Дефенсорес Унідос (4)                        |
| Атлетіко Рафаела (2)          | 4:1          | Дефенсорес де Бельграно (Буенос-Айрес) (3)   |
| 25 липня 2018                 |              |                                              |
| Естудьянтес (Ла-Плата)        | 4:0          | Сентраль Кордова де Росаріо (4)              |
| 26 липня 2018                 |              |                                              |
| Уракан                        | 1:0          | Вікторіано Аренас (5)                        |
| 27 липня 2018                 |              |                                              |
| Патронато                     | 1:2          | Сан-Мартін (Тукуман) (2)                     |
| Темперлей                     | 1:0          | Естудіантес (Буенос-Айрес) (3)               |
| 30 липня 2018                 |              |                                              |
| Альмагро (2)                  | 1:0          | Хімнасія і Есгріма де Жужуй (2)              |
| 31 липня 2018                 |              |                                              |
| Ланус                         | 1:1 пен. 4:2 | Атлетіко Дуглас Гейґ (3)                     |
| 1 серпня 2018                 |              |                                              |
| Тальєрес (Кордова)            | 2:1          | Мідланд (4)                                  |
| 2 серпня 2018                 |              |                                              |
| Бока Хуніорс                  | 6:0          | Атлетіко Арваладо (3)                        |
| 3 серпня 2018                 |              |                                              |
| Росаріо Сентраль              | 6:0          | Хувентуд Антоніана (3)                       |

## 1/16 фіналу
| Команда 1                                    | Рахунок      | Команда 2                |
| -------------------------------------------- | ------------ | ------------------------ |
| 29 липня 2018                                |              |                          |
| Рівер Плейт                                  | 3:1          | Вілья Далміне (2)        |
| Хімнасія і Есгріма (Ла-Плата)                | 1:0          | Олімпо                   |
| 4 серпня 2018                                |              |                          |
| Уракан                                       | 0:2          | Атлетіко Тукуман         |
| 5 серпня 2018                                |              |                          |
| Сентраль Кордова де Сантьяго-дель-Естеро (3) | 2:0          | Тігре                    |
| Ньюеллс Олд Бойз                             | 3:0          | Дефенсорес Унідос (4)    |
| 6 серпня 2018                                |              |                          |
| Архентінос Хуніорс                           | 0:0 пен. 4:3 | Дефенса і Хустісія       |
| 9 серпня 2018                                |              |                          |
| Женерал Ламадрид (5)                         | 0:1          | Платенсе (3)             |
| 17 серпня 2018                               |              |                          |
| Депортіво (Майпу) (3)                        | 0:4          | Темперлей                |
| 19 серпня 2018                               |              |                          |
| Чіполлетті (3)                               | 0:2          | Альмагро (2)             |
| 23 серпня 2018                               |              |                          |
| Ланус                                        | 1:2          | Атлетіко Рафаела (2)     |
| 6 вересня 2018                               |              |                          |
| Естудьянтес (Ла-Плата)                       | 0:0 пен. 4:1 | Лухан (4)                |
| 7 вересня 2018                               |              |                          |
| Росаріо Сентраль                             | 0:0 пен. 5:3 | Тальєрес (Кордова)       |
| 8 вересня 2018                               |              |                          |
| Бока Хуніорс                                 | 2:0          | Сан-Мартін (Тукуман) (2) |
| Сан-Лоренсо де Альмагро                      | 2:2 пен. 3:1 | Колон                    |
| 10 вересня 2018                              |              |                          |
| Сармієнто (Ресістенсія) (3)                  | 2:1          | Уніон (Санта-Фе)         |
| 11 вересня 2018                              |              |                          |
| Індепендьєнте (Авельянеда)                   | 1:1 пен. 3:4 | Браун (2)                |

## 1/8 фіналу
| Команда 1                                    | Рахунок      | Команда 2                     |
| -------------------------------------------- | ------------ | ----------------------------- |
| 8 вересня 2018                               |              |                               |
| Ньюеллс Олд Бойз                             | 0:0 пен. 5:3 | Атлетіко Тукуман              |
| 9 вересня 2018                               |              |                               |
| Архентінос Хуніорс                           | 0:2          | Темперлей                     |
| 13 вересня 2018                              |              |                               |
| Рівер Плейт                                  | 2:0          | Платенсе (3)                  |
| 27 вересня 2018                              |              |                               |
| Сентраль Кордова де Сантьяго-дель-Естеро (3) | 1:0          | Браун (2)                     |
| 28 вересня 2018                              |              |                               |
| Бока Хуніорс                                 | 0:1          | Хімнасія і Есгріма (Ла-Плата) |
| 3 жовтня 2018                                |              |                               |
| Сармієнто (Ресістенсія) (3)                  | 2:0          | Атлетіко Рафаела (2)          |
| 4 жовтня 2018                                |              |                               |
| Естудьянтес (Ла-Плата)                       | 1:3          | Сан-Лоренсо де Альмагро       |
| Росаріо Сентраль                             | 1:1 пен. 5:4 | Альмагро (2)                  |

## 1/4 фіналу
| Команда 1                                    | Рахунок      | Команда 2                     |
| -------------------------------------------- | ------------ | ----------------------------- |
| 7 жовтня 2018                                |              |                               |
| Рівер Плейт                                  | 3:1          | Сармієнто (Ресістенсія) (3)   |
| 13 жовтня 2018                               |              |                               |
| Сентраль Кордова де Сантьяго-дель-Естеро (3) | 1:1 пен. 3:4 | Хімнасія і Есгріма (Ла-Плата) |
| 1 листопада 2018                             |              |                               |
| Ньюеллс Олд Бойз                             | 1:2          | Росаріо Сентраль              |
| Сан-Лоренсо де Альмагро                      | 1:1 пен. 1:4 | Темперлей                     |

## 1/2 фіналу
| Команда 1         | Рахунок      | Команда 2                     |
| ----------------- | ------------ | ----------------------------- |
| 18 листопада 2018 |              |                               |
| Темперлей         | 1:1 пен. 2:4 | Росаріо Сентраль              |
| 29 листопада 2018 |              |                               |
| Рівер Плейт       | 2:2 пен. 4:5 | Хімнасія і Есгріма (Ла-Плата) |

## Фінал
| 7 грудня 2018 2:10 (EEST) |

| Росаріо Сентраль | 1:1      | Хімнасія і Есгріма (Ла-Плата) |
| ---------------- | -------- | ----------------------------- |
| Самперді 19'     | Протокол | Фаравеллі 52'                 |

| Естадіо Мальвінас Архентінас, Мендоса Арбітр: Патрісіо Лоустау |

|                                    |     | Пенальті                  |  |
| Ортігоса · Рубен · Парот · Каруссо | 4:1 | Сільва · Гуаніні · Уртадо |  |